# 威廉·惠利特
威廉·雷丁顿·惠利特（英語：William Redington Hewlett，1913年5月20日—2001年1月12日），小名比爾·惠利特（Bill Hewlett），美国電機工程师與企業家，与大衛·普克德（David Packard）共同创办了著名的惠普（Hewlett-Packard，简称HP）公司。

## 早年经历
威廉·惠利特出生于密歇根州安娜堡（Ann Arbor）市。其父阿尔比恩·沃尔特·惠利特（Albion Walter Hewlett）最初在密歇根大学医学院任教，1916年在斯坦福大学医学院谋得职位之后，全家迁至加州旧金山居住。1925年，阿尔比恩·惠利特患脑癌去世。威廉·惠利特因其父曾为斯坦福工作而在洛威尔高中（Lowell High School）毕业后选择进入斯坦福大学读书。
1934年，惠利特在斯坦福大学获得学士学位；1936年，在麻省理工学院获得电气工程学硕士学位；之后在1939年又于斯坦福大学获得了一个电气工程学学位。在斯坦福大学读书期间他曾经参加过Kappa Sigma兄弟会。1999年，斯坦福大学为了纪念他而以其名字命名了威廉·R·惠利特教学中心（William R. Hewlett Teaching Center）。该建筑坐落于科学与工程方院（Science and Engineering Quad），与大衛·普克德电子工程学大楼（David Packard Electrical Engineering Building）相邻。

## 惠普公司
惠利特在斯坦福大学读本科期间于弗雷德·特曼的课上结识大衛·普克德。两人从1937年8月开始计划创业，并于1939年1月1日创建了惠普公司（简称HP，是二人姓氏Hewlett-Packard的首字母缩写，姓氏排列顺序是由二人掷硬币所决定）。1947年公司开始实行股份制，1957年公司股票上市。惠利特于1964至1977年期间任惠普公司总裁，从1968至1978年任公司首席执行官。在1978年由约翰·A·杨继任首席执行官后，他继续任公司执行委员会主席至1983年，之后担任董事会副主席到1987年退休。
多年以来，惠利特一直致力于促进电子工业组织的发展，他曾于1954年任无线电工程师学会（Institute of Radio Engineers，现为电气电子工程师学会Institute of Electrical and Electronics Engineers，即IEEE）会长。
青年时期的史蒂夫·乔布斯（Steve Jobs）在其九年级时，为了制作计频器而直接给惠利特打电话索要一个部件。惠利特被乔布斯的进取心感动而提供给他一份暑期工作。乔布斯之后一直对惠普公司怀有钦佩之情，认为它和迪士尼与英特尔都是“传世的公司，而不仅仅是为了赚钱”（to last, not just to make money）。

## 个人生活
1939年，惠利特与佛洛拉·拉姆森（Flora Lamson）结婚，育有五个孩子：埃莉诺（Eleanor）、沃尔特（Walter）、詹姆斯（James）、威廉（William）和玛丽（Mary），以及十二个孙子孙女。1966年，他与妻子创建了威廉与拉姆森基金会（William and Flora Hewlett Foundation）。佛洛拉·惠利特去世于1977年。次年，惠利特与露丝玛丽·布拉德夫（Rosemary Bradford）再婚。
2001年1月12日，惠利特因心臟衰竭在加州帕羅奧圖 (Palo Alto) 市逝世，葬于加州聖荷西 (San Jose)市洛思加图斯陵园（Los Gatos Memorial Park）。

## 荣誉
1975年 弗米利耶奖章（Vermilye Medal）
1995年 勒梅尔森-麻省理工学院终身成就奖（Lemelson-MIT Prize Lifetime Achievement Award）
1997年 第三届海因茨奖主席奖章（The 3rd Annual Heinz Award Chairman's Medal）（与大衛·普克德共同获奖）
2001年 企业家星光大道（Entrepreneur Walk of Fame）